# Leptodermis crassifolia
Leptodermis crassifolia là một loài thực vật có hoa trong họ Thiến thảo. Loài này được Collett & Hemsl. mô tả khoa học đầu tiên năm 1890.